# Montdory
Guillaume Desgilberts, ou Dosgilbertz dit Montdory ou Mondory, est un acteur français, né à Thiers le 13 mars 1594 et mort dans cette même localité le 10 novembre 1653.
Il a donné son nom à un lycée à Thiers : le lycée Montdory.

## Le comédien ambulant
Guillaume Dosgilberts naît dans une famille bourgeoise de la cité loyaliste de Thiers, et tient son patronyme du village des « Gilberts » de la proche  paroisse d’Escoutoux. Son père, marchand coutelier et délégué à la police de sa ville, le place en 1609 en qualité de clerc chez un procureur de Paris qui aimant assez la comédie, lui conseille d'y aller les fêtes et les dimanches. Guillaume assiste aux spectacles d’une troupe dirigée par Le Noir. Il s’éprend d’une femme de la troupe, Françoise Deschamps née Olivier dite la Villiers, qui lui oppose une haine féroce. Guillaume va au-delà des recommandations et devient comédien de campagne, la troupe royale de l’hôtel de Bourgogne étant alors la seule à demeure dans la capitale.
Dosgilberts devient Montdory. Marguerite Périer, nièce de Blaise Pascal, prétend à tort dans ses « Mémoires » que ce nom lui vient de son parrain. Selon Cottier, il s’agit d’un parrain d’honneur, Lecourt de Mondory, propriétaire d’une seigneurie près d’Issoire, mort sans descendance.
Montdory pose ses tréteaux en diverses villes de France et du Pays-Bas.

## Introducteur et interprète de Corneille
En 1629, à Rouen, un jeune avocat inconnu remet à Montdory le texte de sa première comédie, Mélite. La pièce de Corneille, jouée à Paris sur la scène de la salle dite de l'hôtel de Bourgogne, louée auprès de la Confrérie de la Passion le 9 juillet 1629, est un succès immédiat. Montdory tient le rôle d’Eraste.
À la fin de 1632, la troupe s’installe au jeu de paume de la Fontaine, rue Michel-le-Comte et joue en 1633 une comédie de Corneille la Veuve (1632), ainsi qu’une comédie de Georges de Scudéry le Trompeur Puni.
Au début de 1634, le jeu de paume de la Fontaine est détruit par un incendie. Montdory loue pour 100 écus par mois le jeu de paume du Marais, rue Vieille-du-Temple, La nouvelle troupe des Comédiens du Roy y remplace les Petits comédiens du Marais et joue la Suivante (1633) comédie de Corneille qui est alors considéré comme un auteur « comique », ainsi qu’une pièce de Scudéry La Comédie des Comédiens (1634) où Montdory interprète Blandimare.
C'est pendant la saison 1633-1634 que la troupe de Montdory joue La Place Royale au théâtre du Marais.

## 1636-1637, le chant du cygne
Au début de janvier 1637, triomphe de la tragi-comédie Le Cid ; des lettres de noblesse sont accordées à Corneille âgé de 31 ans. Montdory interprète Rodrigue lors de la première du Cid.
Sa paralysie en août 1637 (apoplexie de la langue) lors d’une représentation de  La Mariane, prive la troupe de sa vedette, mais il est vite remplacé par Floridor qui va progressivement s'imposer à son tour comme le meilleur acteur tragique de son temps, permettant ainsi au théâtre du Marais de résister durablement à la concurrence de l'hôtel de Bourgogne, Pierre Corneille continuant à apporter toutes ses pièces au Marais jusqu'en 1647, date du passage de Floridor à l'Hôtel de Bourgogne.
Le graveur Abraham Bosse l'aurait représenté sous les traits d'Hérode, personnage central du frontispice de l'édition originale de la pièce La Mariane (1637) du poète creusois Tristan l'Hermite. Christophe Mory lui attribue par erreur le rôle de Néron. Tristan attribue l’échec de sa tragédie Panthée à l’absence du comédien « de ce miraculeux imitateur… j’attendais le coloris de cette peinture… la grâce et la vigueur… Aussi… j’ai presque perdu, depuis son mal, la disposition d’écrire… »

## Guillaume Desgilberts, écuyer, sieur de Montdory, maître d'hôtel ordinaire du Roy
Marié légitimement à Marie Bertellin, femme très pieuse, il habite la paroisse Saint-Nicolas-des-Champs.
Son activité est limitée à l’instruction scénique de fillettes à défaut d’une autorité suffisante pour faire école bien que son habileté dans la mise en scène soit reconnue, et, peut-être parce que trop prodigue en bons conseils vis-à-vis de ses compagnons.
En février 1639, Richelieu souhaite que des enfants lui donnent la comédie ; un complot mobilise alors les dames chargées de la distribution : elles engagent Jacqueline Pascal (cadette de Blaise Pascal) dans la petite troupe. Le jour de la représentation, (le 3 avril 1639), le comédien Montdory prépare le terrain en faisant longuement à Richelieu l’éloge d’Étienne Pascal. Ému, le cardinal autorise ce dernier à rentrer dans sa famille et le nomme à Rouen.
Le 11 décembre 1639 Montdory renonce à remonter sur les planches dans une comédie de l’abbé de Boisrobert.
Montdory dispose à la fin de sa vie d’un revenu annuel de 15000 livres sous forme d’une pension royale de 900 livres et de rentes assurées par Richelieu, La Valette, Fiesque et autres mécènes. Il s’éteint, entre novembre 1653 et  novembre 1654 soit à Thiers soit à Escoutoux, sans que la moindre chronique n’en fasse écho. Son frère, Jean Desgilberts, chanoine de Saint-Flour, décède en 1662. Sa descendance par sa fille unique, Catherine, s'éteint au cours du XVIIIe siècle.

## Montdory ou le métier d’acteur
Le répertoire de Montdory est composé pour l’essentiel d’œuvres de Corneille, Scudéry, Rotrou et de Jean Mairet. Sans oublier Tristan l'Hermite avec qui il obtint l’un de ses plus grands succès. Il y tient souvent le rôle-clé.
Ses contemporains louent le talent de l’acteur admiré par Richelieu : le critique François Hédelin (1604-1676), pourtant peu enclin à de bonnes dispositions vis-à-vis de Corneille, n'hésite pas à écrire « ...le meilleur acteur de notre temps, je veux dire Mondory... ».
Plus tardivement, A. Guillemot écrit « ce célèbre devancier de Lekain et de Talma ».
Il excellait dans les scènes de folie.
Montdory n'était pas qu'un simple interprète, il « faisait des vers qui n’étaient pas plus mauvais que ceux des poètes de son temps ».
Malgré cela, Montdory reste méconnu, en témoigne la notice laconique et erronée de M. de Léris reprise sur le site du théâtre classique.

## Quelques rôles
Sources : G. Mongrédien et le site CÉSAR (lien externe)
- 1629 : Mélite de Pierre Corneille : Eraste
- 1634 : La Sophonisbe de Jean Mairet
- 1636 : la Mort de César de Georges de Scudéry : Brutus
- 1636 : La Mariane de Tristan L'Hermite : Hérode
- 1637 : Le Cid de Pierre Corneille : Don Rodrigue
- 1637 : La Mariane de Tristan L'Hermite : Hérode